# Union J
Union J ist eine britische Boygroup. Die Band, die sich zuerst Triple J nannte, setzt sich aus den vier Mitgliedern JJ Hamblett, Jaymi Hensley, George Shelley und Josh Cuthbert zusammen. Bei der britischen Version von The X Factor belegte die Boyband im Jahr 2012 den vierten Platz. Daraufhin wurden sie von Sony Music bzw. RCA Records unter Vertrag genommen. Im Jahr 2016 verkündete die Band Shelleys Ausstieg.

## Geschichte
James „Jaymi“ Hensley und Josh Cuthbert kannten sich bereits aus der Sylvia Young Theatre School, Jamie „JJ“ Hamblett, ein ehemaliger Pferde-Jockey, kam auf Veranlassung ihres ehemaligen Managers Julian White dazu. Sie nannten sich Triple J. Im Jahr 2012 bewarben sich sowohl das Trio Triple J als auch George Shelley für die neunte Staffel von The X Factor. Triple J sangen Rihannas We Found Love, Shelley sang eine Akustikgitarrenversion von Britney Spears’ Toxic. Alle Mitglieder der Jury, Louis Walsh, Gary Barlow, Tulisa Contostavlos und Rita Ora (die jedoch bei Shelleys Audition nicht anwesend war und deshalb bei Shelley keine Stimme vergab), stimmten jeweils für das Weiterkommen der Sänger.
Während des Bootcamps sang Shelley mit den beiden Kandidatinnen Charlie Cammish und Meg O’Neill Labrinths Earthquake, schafften es aber nicht in ein Juryhaus. Triple J konkurrierten gegen GMD3 um den letzten verbleibenden Platz in einem Juryhaus. GMD3 behielt jedoch die Oberhand und ergatterte den freien Platz. Nachdem jedoch Rough Copy, die bereits für ein Juryhaus nominiert waren, ihre Teilnahme bei der Show zurückzogen, rief man bei Blair Dreelan, dem Manager von Triple J und auch von Shelley, an und versprach dem Trio einen Platz im Juryhaus, sofern man Shelley als viertes Mitglied in die Band aufnehme. Drei Tage bevor es nach Las Vegas ging, wurde Shelley Teil der Boyband. Diese wurde daraufhin in Union J umgetauft. Angeblich sei dies die Idee der britischen TV-Moderatorin Caroline Flack gewesen, wie Filmmaterial zu erkennen gibt.
Durch die Performance von Carly Rae Jepsens Call Me Maybe ergatterten sie einen Platz für die Live-Shows. Als bekannt wurde, dass die Band für ein Juryhaus nachträglich nominiert wurde, waren sie in 46 Prozent aller Posts auf Social-Media-Plattformen Gesprächsthema. In Woche 2 wurden sie 200.000 Mal erwähnt.
Während eines Auftritts in Cardiff am 15. Dezember 2012 verkündeten Union J, dass sie einen Vertrag mit Sony Music unterzeichnet hätten. Am 28. Januar 2013 wurde bestätigt, dass die Band einen Vertrag mit RCA Records, einer Tochterfirma von Sony Music, unterschrieben hat. Ihre Debütsingle Carry You wurde am 22. April 2013 auf Capital FM und im BBC Radio zum ersten Mal gespielt und erhielt positives Feedback. Die Single wurde im Januar 2013 in London aufgenommen und am 2. Juni 2013 veröffentlicht. Am 28. Oktober 2013 erschien das Debütalbum Union J.
Am 3. März 2016 gab Shelley seinen Ausstieg aus der Band bekannt.

### Auftritte beiThe X Factor
Union J sangen folgende Songs bei The X Factor:
| Vorstellung | "We Found Love"                    | "Toxic"                            | Freie Auswahl                                | Durch das Bootcamp geschafft                  |
| Bootcamp 1  | "Moves like Jagger"                | "Earthquake"                       | Bootcamp-Challenge                           | Gescheitert                                   |
| Bootcamp 2  | "Yeah 3x"                          | n/a                                | Freie Auswahl                                | Neu gruppiert/Durch die Jury-Häuser geschafft |
| Jury-Häuser | "Call Me Maybe"                    | "Call Me Maybe"                    | Freie Auswahl                                | In die Live-Shows geschafft                   |
| Liveshow 1  | "Don’t Stop Me Now"                | "Don’t Stop Me Now"                | Songs inspiriert von den Olympischen Spielen | Sicher weiter (Vierter Platz)                 |
| Liveshow 2  | "Bleeding Love" / "Broken Strings" | "Bleeding Love" / "Broken Strings" | Liebe und gebrochenes Herz                   | Sicher weiter (Siebter Platz)                 |
| Liveshow 3  | "When Love Takes Over"             | "When Love Takes Over"             | Club-Klassiker                               | Sicher weiter (Achter Platz)                  |
| Liveshow 4  | "Sweet Dreams"                     | "Sweet Dreams"                     | Halloween                                    | Untere Zwei (Achter Platz)                    |
| Liveshow 5  | "Love Story"                       | "Love Story"                       | Nummer-eins-Hits                             | Sicher weiter (Vierter Platz)                 |
| Liveshow 6  | "Fix You"                          | "Fix You"                          | Best of British                              | Untere Zwei (Sechster Platz)                  |
| Liveshow 7  | "Call Me Maybe"                    | "Call Me Maybe"                    | Heimliches Vergnügen                         | Sicher weiter (Vierter Platz)                 |
| Liveshow 8  | "The Winner Takes It All"          | "The Winner Takes It All"          | Songs von ABBA                               | Untere Zwei (Vierter Platz)                   |
| Liveshow 8  | "I'll Be There"                    | "I'll Be There"                    | Motown-Songs                                 | Untere Zwei (Vierter Platz)                   |
| Semifinale  | "Beneath Your Beautiful"           | "Beneath Your Beautiful"           | Songs für jemand Besonderen                  | Ausgeschieden                                 |
| Semifinale  | "I'm Already There"                | "I'm Already There"                | Songs, die dich ins Finale bringen           | Ausgeschieden                                 |

## Diskografie
Alben
- Union J (2013)
- You Got It All – The Album (2014)

Singles
- Carry You (2013)
- Beautiful Life (2013)
- Loving You Is Easy (2013)
- Last Goodbye (2014)
- Tonight (We Live Forever) (2014)
- You Got It All (2014)
- Alive (2018)
- Dancing ft. Ironik (2018)
- Paralysed (2018)